# تطور الكهوف

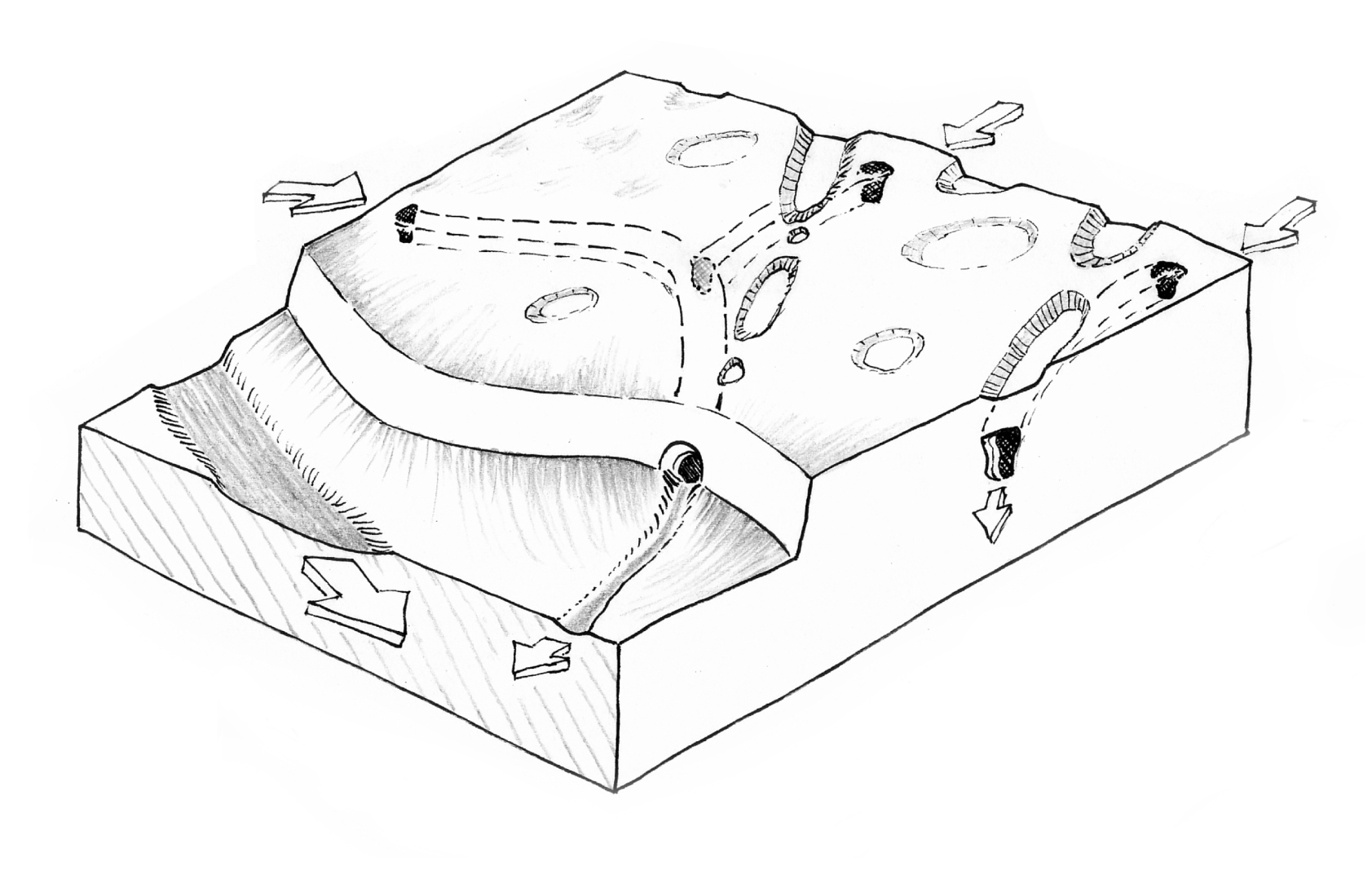

عملية الـ (Speleogenesis) هو أصل الكهوف وتطورها، وهو العملية الأساسية التي تحدد السمات الأساسية لعلم الهيدروجيولوجيا في التضاريس المكونة من ذوبان الصخور وتوجه تطورها. غالبًا ما يتعامل مع تطور الكهوف من خلال الحجر الجيري، الناتج عن وجود الماء مع ثاني أكسيد الكربون المذاب في داخله، وإنتاج حمض الكربونيك الذي يسمح بتفكك كربونات الكالسيوم في الحجر الجيري.

## الحجري الجيري(Limestone)
يتم إنشاء غالبية الكهوف من الحجر الجيري عن طريق إذابة كربونات الكالسيوم عن طريق المذيبات من المياه النيزكية التي تنتج من خلال الصخور.
وفي وجود الماء المشبع بثاني أكسيد الكربون، تتفاعل كربونات الكالسيوم لتشكيل بيكربونات الكالسيوم القابلة للذوبان.
CaCO3 + CO2 + H2O → Ca(HCO3)2
عندما تترسب المياه النيزكية فإنها تذوِّب ثاني أكسيد الكربون في الجو لتشكيل محلول حمض الكربونيك المخفف الذي يتراكم في الشقوق القابلة للنفاذ، وفي السطح الذي يفصل كل طبقة متتالية من صخرة طبقية عن الطبقة السابقة، والمفاصل، والعيوب داخل صخور الحجر الجيري. يتفاعل الحجر الجيري المكشوف بعد ذلك ليصبح بيكربونات الكالسيوم الذي يذوب في الماء ويتم إزالته من الصدع عندما يتدفق المحلول بعيدًا.
تتطور الممرات الجوفية في ظروف ملء المياه بالكامل مما يعني أن الأسقف والجدران قد تتآكل بسهولة مثل الأرضيات. يكون الشكل عمومًا هو شكل القطع الناقص على طول شق العائل، بينما تشير الأشكال الدائرية عمومًا إلى سرعة تدفق المذيبات وغالبًا ما تشير الجيوب العميقة إلى التدفق البطيء.
تتطور ممرات الفادوز حيث يكون سطح الماء حرًا (أي في منطقة الفدوز)، وهي عبارة عن أنواع من القنوات الراسخة التي تشبه الوادي كما توجد في الأنهار السطحية. من الشائع أن ترى الوادي الأصغر سناً راسخًا في أرضية ممر تهويدي، مما يدل على انخفاض منسوب المياه الجوفية.

## وصلات خارجية
- Exploring Earth: Observe an animation of cave formation, an animation of cave formation in limestone deposits.
- NOVA: How Caves Form, an interactive explanation of how rain, waves, lava, and bacteria can form caves.
- Speleogenesis online scientific journal
- Speleogenesis Network, a communication platform for physical speleology and karst science research